# Idina Pila
Idina Pila je samota na Šumavě v údolí Kaplického potoka. Nachází se v katastrálním území Horní Vltavice a je výchozím místem  k Boubínskému pralesu. 

## Historie
Pila byla založena roku 1862 Janem Reifem a sloužila ke zpracování rezonančního dřeva určeného pro výrobu hudebních nástrojů. Byla pojmenována po manželce knížete Adolfa Josefa ze Schwarzenbergu, Idě (1839–1921), rozené princezny z Lichtensteinu. Původně zde stávalo více objektů, do dnešní doby se zachoval jen jeden dům. Když pila přestala sloužit svému účelu, byla budova používána jako schwarzenberská hájovna a ubytovna pro kočího lesního závodu.
V roce 1992 se Idina Pila stala majetkem státního podniku Lesy České republiky ve správě Lesního závodu Boubín a byla pronajata Správě NP a CHKO Šumava. V roce 1995 prošla budova částečnou rekonstrukcí, vzniklo lepší zázemí pro návštěvníky i obsluhu informačního střediska. 30. června 1995 bylo otevřeno nové informační středisko Správy NP a CHKO Šumava se dvěma informačními místnostmi s expozicí zaměřenou na Boubínský prales. V roce 2008 byl objekt uváděn ve vlastnictví Správy Národního parku a Chráněné krajinné oblasti Šumava. V roce 2009 prošlo informační středisko rozsáhlou rekonstrukcí.